# Uwe Becker
Uwe Becker (ur. 10 grudnia 1955 w Rosche) – niemiecki lekkoatleta, średniodystansowiec, halowy wicemistrz Europy z 1981. Podczas swojej kariery reprezentował Republikę Federalną Niemiec.
Odpadł w półfinale biegu na 800 metrów na mistrzostwach Europy w 1978 w Pradze. Na halowych mistrzostwach Europy w 1980 w Sindelfingen zajął 4. miejsce w biegu na 1500 metrów.
Zdobył srebrny medal w biegu na 1500 metrów na halowych mistrzostwach Europy w 1981 w Grenoble, przegrywając jedynie ze swym kolegą z reprezentacji RFN Thomasem Wessinghage, a wyprzedzając Mirosława Żerkowskiego z Polski. Zajął 6. miejsce w finale tej konkurencji na mistrzostwach Europy w 1982 w Atenach oraz 11. miejsce na tym dystansie na mistrzostwach świata w 1983 w Helsinkach.
Odpadł w półfinale biegu na 1500 metrów na igrzyskach olimpijskich w 1984 w Los Angeles. Nie ukończył biegu finałowego na tym dystansie na halowych mistrzostwach Europy w 1985 w Pireusie. Odpadł w  półfinale tej konkurencji na mistrzostwach świata w 1987 w Rzymie.
Becker był mistrzem RFN w biegu na 1500 metrów w latach 1983–1985, wicemistrzem na tym dystansie w 1979, 1982, 1986 1987 oraz brązowym medalistą w 1980. Był również mistrzem swego kraju w sztafecie 4 × 1500 metrów w latach 1983 i 1985–1987 oraz w biegu przełajowym (na krótkiej trasie) indywidualnie w 1985 i drużynowo w 1982 i 1985. Był wicemistrzem w biegu na 800 metrów w 1978.
Rekordy życiowe Beckera:
- bieg na 800 metrów – 1:45,9 (19 sierpnia 1979, Kolonia)
- bieg na 1000 metrów – 2:18,80 (28 sierpnia 1983, Kolonia)
- bieg na 1500 metrów – 3:34,84 (31 sierpnia 1983, Koblencja)
- bieg na milę – 3:52,36 (25 sierpnia 1982, Koblencja)
- bieg na 2000 metrów – 5:02,00 (20 lipca 1984, Monachium)
- bieg na 3000 metrów – 7:51,37 (6 września 1983, Ingelheim)